# Corethrella barrettoi
Corethrella barrettoi är en tvåvingeart som beskrevs av Lane 1942. Corethrella barrettoi ingår i släktet Corethrella och familjen Corethrellidae. Inga underarter finns listade i Catalogue of Life.